# Rolnicki
Rolnicki, Rolnicki Potok, Jaszczurówski – potok, prawy dopływ Ochotnicy o długości 4,8 km i powierzchni zlewni 4,3 km². Jego zlewnia znajduje się we wsi Ochotnica Dolna w województwie małopolskim, w powiecie nowotarskim, w gminie Ochotnica Dolna.
Trzy źródłowe cieki potoku wypływają na wysokości 980–960 m na północnych stokach Pasma Lubania w Gorcach. Spływa w kierunku północnym, tuż przed ujściem łącząc się z Gardońskim Potokiem. Obydwa potoki uchodzą wspólnym ujściem do Ochotnicy na wysokości ok. 440 m, na należącym do Ochotnicy Dolnej osiedlu Rola.
Głównym dopływem Rolnickiego Potoku jest prawobrzeżny Ochotnicki Potok uchodzący do niego na wysokości 726 m. Zlewnia Rolnickiego Potoku to w większości porośnięte lasem strome zbocza górskie. Tylko jej dolna część to zajęte przez pola uprawne i zabudowania obszary osiedla Rola.